# Polígrafo (jornal)
O Polígrafo é um jornal português especializado em fact-checking, fundado em 2018 pelo jornalista Fernando Esteves. Além do formato online, o jornal tem sua versão televisiva com a rubrica "Polígrafo SIC" no canal SIC, todas as segundas-feiras, no Jornal da Noite. É membro da organização International Fact-Checking Network e do programa Third Party do Facebook.

## Prémios e reconhecimentos
| Ano  | Prémio                                                                           | Categoria                                                                                            | Resultado |
| ---- | -------------------------------------------------------------------------------- | --- | --------- |
| 2021 | Prémios Meios & Publicidade de Criatividade em Autopromoções & Inovação em Media | - Inovação Editorial (podcast "Polígrafo NiTfm")                                                     | Bronze    |
| 2020 | Prémios Meios & Publicidade de Comunicação                                       | - Site - TI, Media e Telecomunicações - Parceria de Media                                            | Vencedor  |
| 2019 | Prémios Meios & Publicidade de Criatividade e Inovação                           | - Grande Prémio do Júri - Inovação Editorial - Lançamento - Projeto Digital - Inovação em Informação | Ouro      |
| 2019 | Prémios Meios & Publicidade de Comunicação                                       | - Site - TI, Media e Telecomunicações                                                                | Vencedor  |
| 2019 | Prémios Associação da Economia Digital (Navegantes XXI)                          | - Melhor Site de Media - Revelação Digital                                                           | Vencedor  |

Polígrafo SIC
Polígrafo SIC
Troféus de Televisão TV 7 Dias/Impala
| Ano  | Prémio                       | Resultado |
| ---- | ---------------------------- | --------- |
| 2021 | Informação - Melhor Programa | Indicado  |